# Tinodes flavopunctatus
Tinodes flavopunctatus är en nattsländeart som beskrevs av Georg Ulmer 1910. Tinodes flavopunctatus ingår i släktet Tinodes och familjen tunnelnattsländor. Inga underarter finns listade i Catalogue of Life.